# ウィンブルドン駅
ウィンブルドン駅（ウィンブルドンえき、英語: Wimbledon station）は、ロンドンのマートン区ウィンブルドンにある鉄道駅である。
ナショナル・レール、ロンドン地下鉄およびトラムリンクの列車が発着する。
この駅に発着するナショナル・レールの列車はサウス・ウェスタン・レールウェイおよびゴヴィア・テムズリンク・レールウェイ（「テムズリンク」ブランドおよび「サザン」ブランド　後者は一部のみ）が運行している。また、ロンドン地下鉄の駅はディストリクト線ウィンブルドン支線の、トラムリンクの駅はルート3の終着駅になっている。
トラベルカード・ゾーン3に属する。

## 歴史
ウィンブルドン駅は、1838年5月21日にロンドン・アンド・サウス・ウェスタン鉄道 (L&SWR) が終点であったバターシー(Battersea) のナイン・エルムズ駅からウォキング駅まで路線を開業させた際に開業した。初代の駅は現在の駅の南西側、線路がウィンブルドン橋をくぐった向こう側にあった。
1855年10月22日、ウィンブルドン・アンド・クロイドン鉄道(W&CR) がウィンブルドン駅からウェスト・クロイドン駅までミッチャムを経由して開業した。また、1868年10月1日にはトゥーティング・マートン&ウィンブルドン鉄道 (TM&WR) がウィンブルドン駅からトゥーティング・ジャンクション駅（現在のトゥーティング駅）まで開業した。
1889年6月3日、メトロポリタン・ディストリクト鉄道（MDR、現在のロンドン地下鉄ディストリクト線）がパットニー・ブリッジ駅から延伸開業し、ウィンブルドンを新しい終着駅とし、またウィンブルドンからロンドンの地下鉄網に直通列車が走るようになった。ディストリクト線の延伸開業の際、現在の位置に駅が新たに建設された。
1905年8月27日、ディストリクト線の運行車両が蒸気機関車から電車へ切り替えられた。なお、一般鉄道では長距離列車は蒸気機関車牽引列車が後年まで残ったが、近郊列車は第1次世界大戦の前後に電車運行に切り替えられた。
現在のポートランド石のエントランスを持つ駅舎は、1920年代後半に、サザン鉄道（SR、L&SWRを継承会社した）がサットン駅までの路線を建設した際に、再築されたものである。

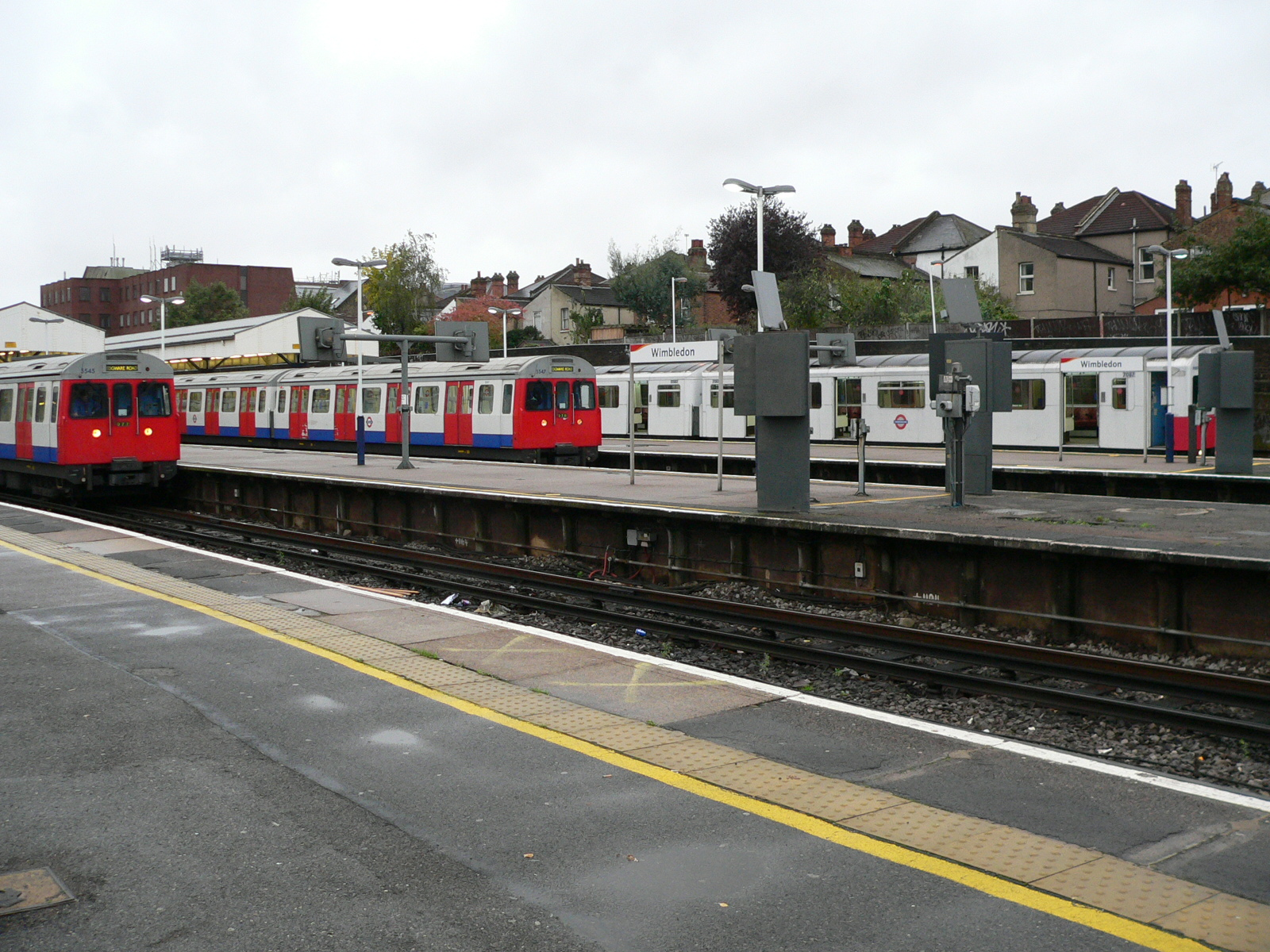
ロンドン地下鉄ホーム

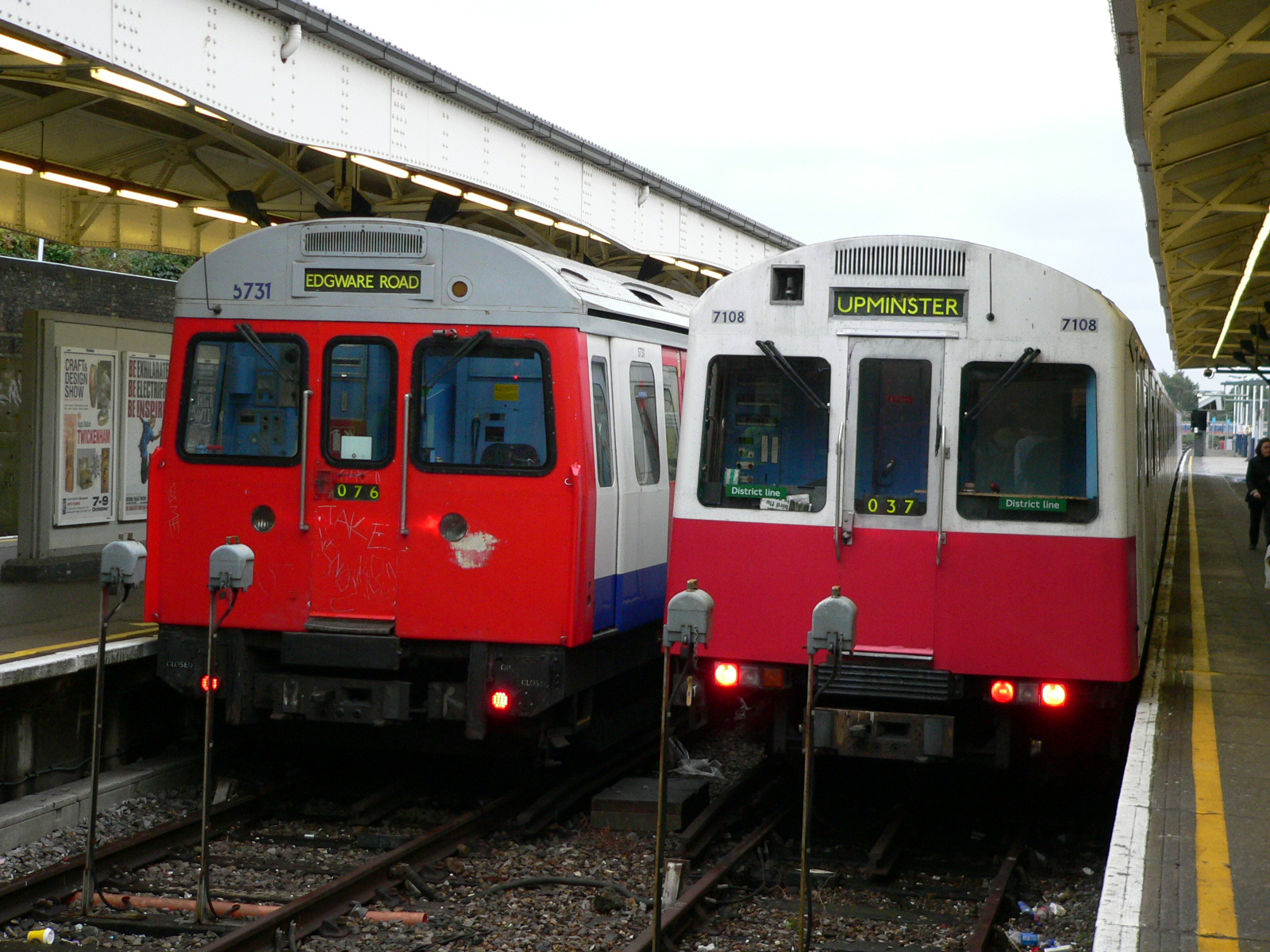
ロンドン地下鉄

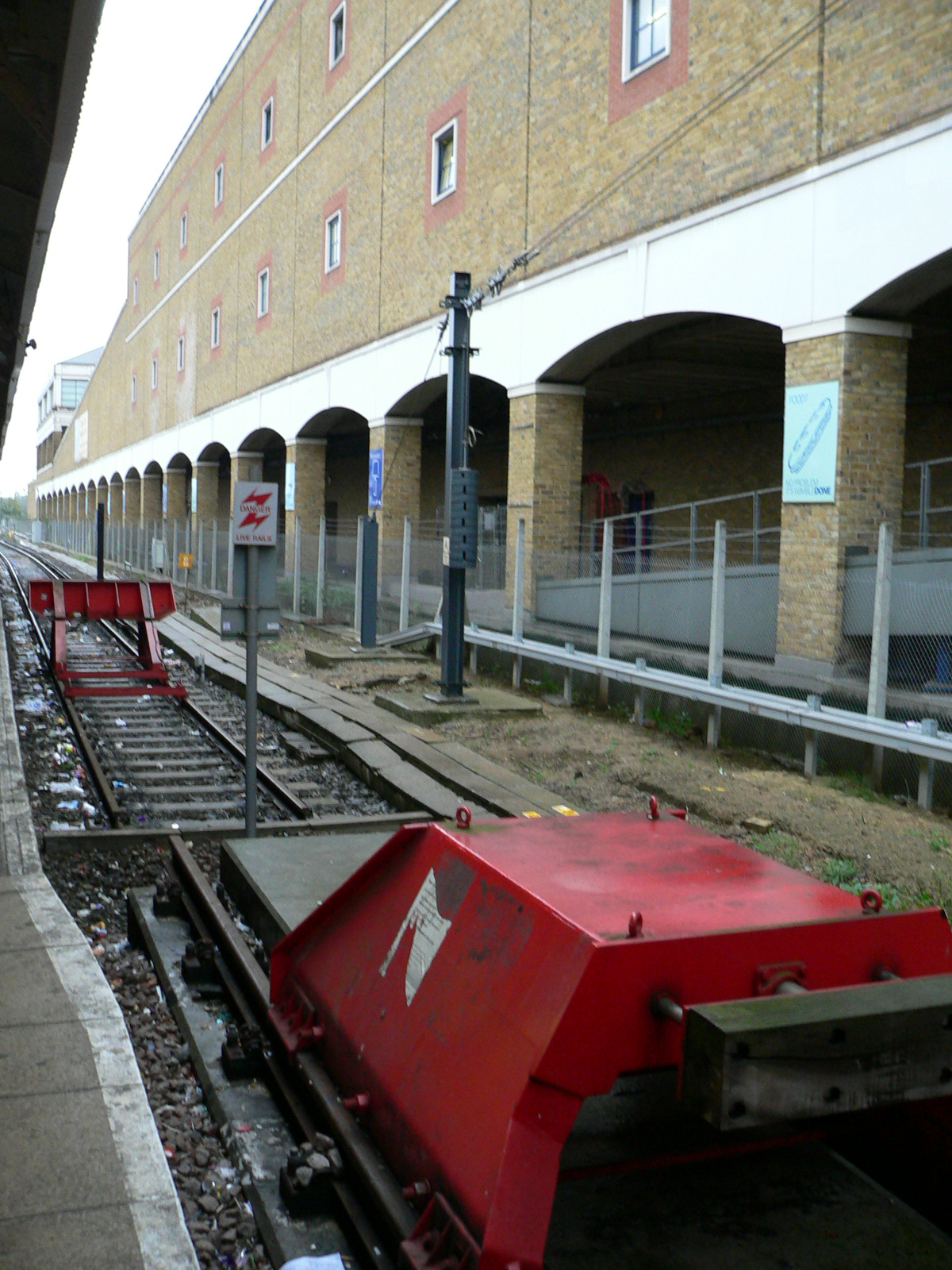
トラムリンクのホーム

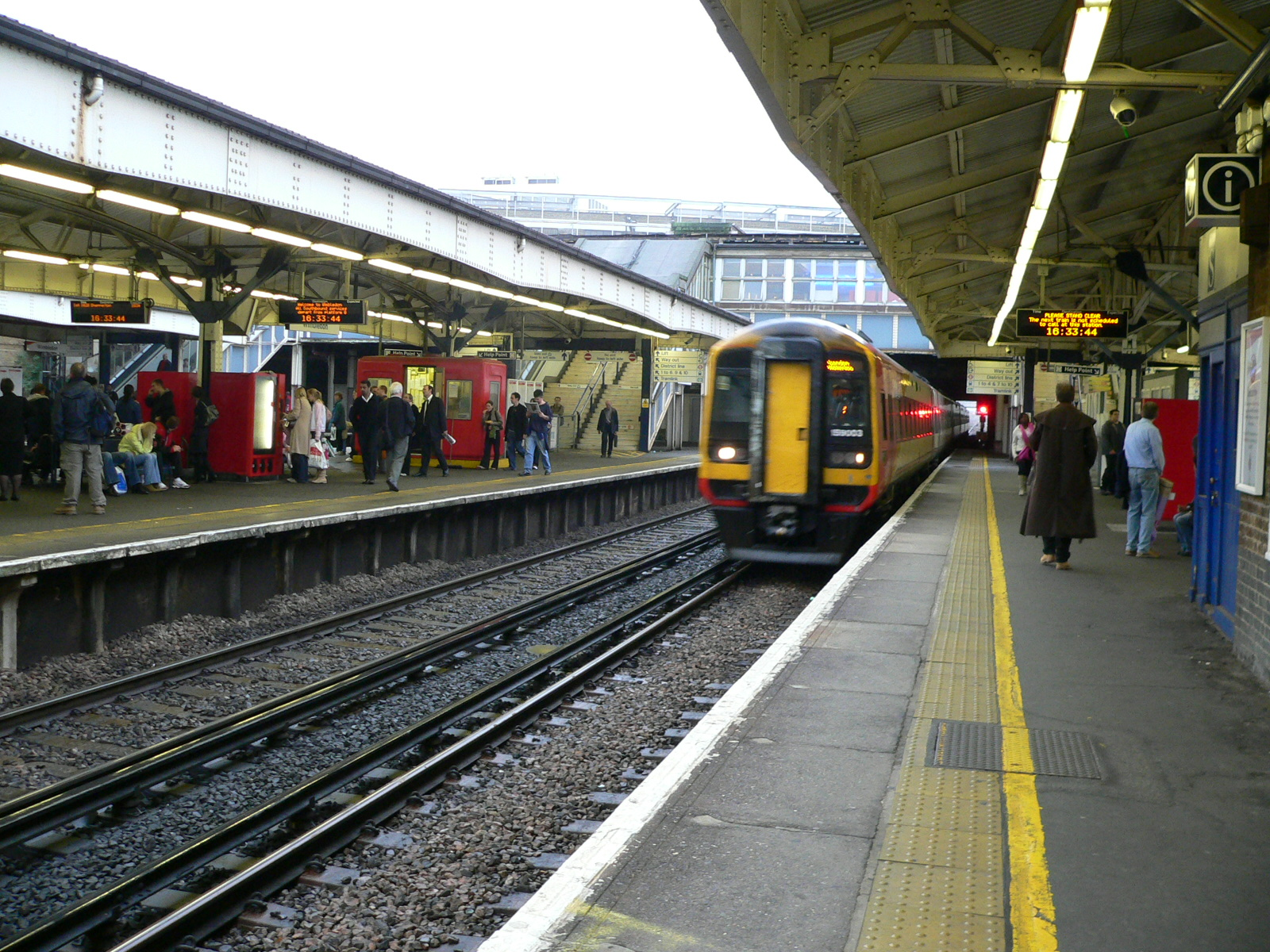
ナショナル・レールのホーム

SRの建設認可は1910年にW&SRに与えられたものだが、建設は第1次世界大戦のために遅れた。MDRは、W&SRの設立時よりの主要な法人株主であり、路線が建設された際には列車運行の権利を持っていた。
1920年代、ロンドン電気鉄道 （LER、現在のロンドン地下鉄の一部）が、MDRの所有権を通して、シティ・アンド・サウス・ロンドン鉄道（C&SLR、現在のノーザン線）の延伸部からサットン駅までのルートを使用する許可を獲得した。サザン鉄道はこれに反対し、最終的にロンドン電気鉄道がW&SRの路線上の権利を諦める代わりに、C&SLRがモーデン駅と同じくらい遠くに延伸するのを可能とする合意に達した。
SRは次に、ロンドン地域での建設が最後となる路線を建設した。これは1930年1月5日に開業した。
1997年6月2日、ウィンブルドン駅からウェスト・クロイドン駅方面への路線が、トラムリンクへの転換のためにレールトラックにより廃止された。10番線の一部はトラムリンク・ルート1のホーム・線路に転換され、路面電車用に設備が取り替えられた。この新しい系統は2000年5月30日に運行開始された。10番線の他の部分は現在テムズリンクの列車により終点として使われている。

## オイスター・カード
ウィンブルドン駅は、オイスターカード（ロンドン地下鉄のIC乗車券システム）の利用については特殊な事情がある。
通常、ロンドン地下鉄にオイスターカードで乗車する乗客は、乗車時にカードをタッチして入場し、下車時にタッチして出場しなければならない。タッチせずに下車してしまった場合、乗車駅からの最大料金が請求されることになる。
ウィンブルドン駅からトラムリンクに乗る乗客は、トラムリンクの停留所に設備がないため、タッチして下車することができない。その代わりに、ウィンブルドン駅からの乗客は、改札を通った後、トラムリンクのホームでもう一度タッチしなければならない。。

## 将来
クロスレールの2号線が建設された場合、パーソンズ・グリーン駅以南ウィンブルドン駅までのディストリクト線ウィンブルドン支線を引き継ぎ、ウィンブルドン駅からチェルシーおよびロンドン中心部を経由してハックニー区およびレイトンストーン駅以遠まで列車を運行する。
また、トラムリンクには、ウィンブルドンからモーデン、St. Helierおよびローズ・ヒルを経由し、サットンに至る、トラムリンク路線網の拡張計画がある。ただし、現在の単一ホームでは列車の増発に対応できないことから、何らかのホームの変更が必要となる。

## 運行列車
昼間時の運行列車は以下の通り。本数は1時間あたりのもの。
- サウス・ウェスタン・レールウェイ
  - 16本 ウォータールー駅行き（直通）
  - 2本 キングストン駅（英語版）、リッチモンド駅（英語版）経由ウォータールー駅行き
  - 4本 ギルフォード駅（英語版）行き（そのうち2本はコブハム駅（英語版）駅経由、他2本はエプソム駅（英語版）経由。）
  - 2本 チェシントン・サウス駅（英語版）行き
  - 2本 ドーキング駅（英語版）行き
  - 2本 ハンプトン・コート駅（英語版）行き
  - 2本 シェパートン駅（英語版）行き
  - 2本 ウォキング駅（英語版）行き
  - 2本 ベイジングストーク駅（英語版）行き（日曜日のみ）
- テムズリンク（ゴヴィア・テムズリンク・レールウェイ）
  - 2本 ヘイドンズ・ロード駅（英語版）、トゥーティング駅（英語版）経由ルートン駅（英語版）行き
  - 2本 サットン駅（英語版）、ミッチャム・ジャンクション駅（英語版）経由セント・アルバンズ・シティ駅（英語版）行き
- ロンドン地下鉄・ディストリクト線（2014年12月現在）
  - 3本 タワーヒル駅経由バーキング駅行き
  - 3本 タワー・ヒル駅行き
  - 6本 ハイ・ストリート・ケンジントン駅経由エッジウェア・ロード駅行き
- トラムリンク
  - 8本 ニュー・アディントン・トラム駅（英語版）行き
  - 4本 エルマーズ・エンド駅（英語版）行き

## トリビア
- ウィンブルドン駅は、ナショナル・レール・ロンドン地下鉄・トラムリンクの3鉄道が相互に乗り換え可能な唯一の駅である。
- 近隣のノーザン線モーデン駅が開業する1926年までは、ロンドン地下鉄で最も南にある駅であった。
- ミッチャムを通るW&CRのルートの一部は、1846年に廃止されたサリー鉄道のルートを再利用したものである。
- 1990年まで、駅はガラスケースに入ったエアデール犬の"Laddie"がいることで有名であった。この犬が生きている時には、鉄道募金の収集に使用されていた[4][5]。

## バス路線
ロンドンバスの57、93、131、156、163、164、200、219、493系統と、深夜バスのN87系統が当駅から発着する。

## 隣の駅
ロンドン交通局
■トラムリンク
トラムリンク・ルート3
ウィンブルドン駅 - ダンドナルド・ロード・トラム駅
■ロンドン地下鉄ディストリクト線
ウィンブルドン支線
ウィンブルドン駅 - ウィンブルドン・パーク駅
ナショナル・レール
■サウス・ウェスタン・レールウェイ
サウス・ウェスタン本線
アールズフィールド駅 - ウィンブルドン駅 - レイナーズ・パーク駅またはサービトン駅
■テムズリンク（ゴヴィア・テムズリンク・レールウェイ）・■サザン（ゴヴィア・テムズリンク・レールウェイ）（一部）
サットン・ループ線
ヘイドンズ・ロード駅 - ウィンブルドン駅 - ウィンブルドン・チェイス駅

## サットン・ループ線
サットン・ループ線はポーツマス線とセント・ヘリア線によって作られるループ状の区間の通称である。ウィンブルドン駅構内の一部区間を除いて全線複線で、直流750V第三軌条方式で電化されている。

## 参照
1. ↑  “Multi-year station entry-and-exit figures” (XLS). London Underground station passenger usage data.  ロンドン交通局 (2014年). 2015年3月31日閲覧。
2. 1 2 3 4  “Station usage estimates”. Rail statistics.   Office of Rail Regulation. 2015年3月31日閲覧。 注記:統計手法は年により異なる場合がある。
3. ↑  Transport for London - Get the most out of your Oyster card
4. ↑  Ann Curran
5. ↑  MDA annual report pp8–9
6. ↑  “Wimbledon”.  ロンドン交通局. 2016年8月15日閲覧。

## ギャラリー

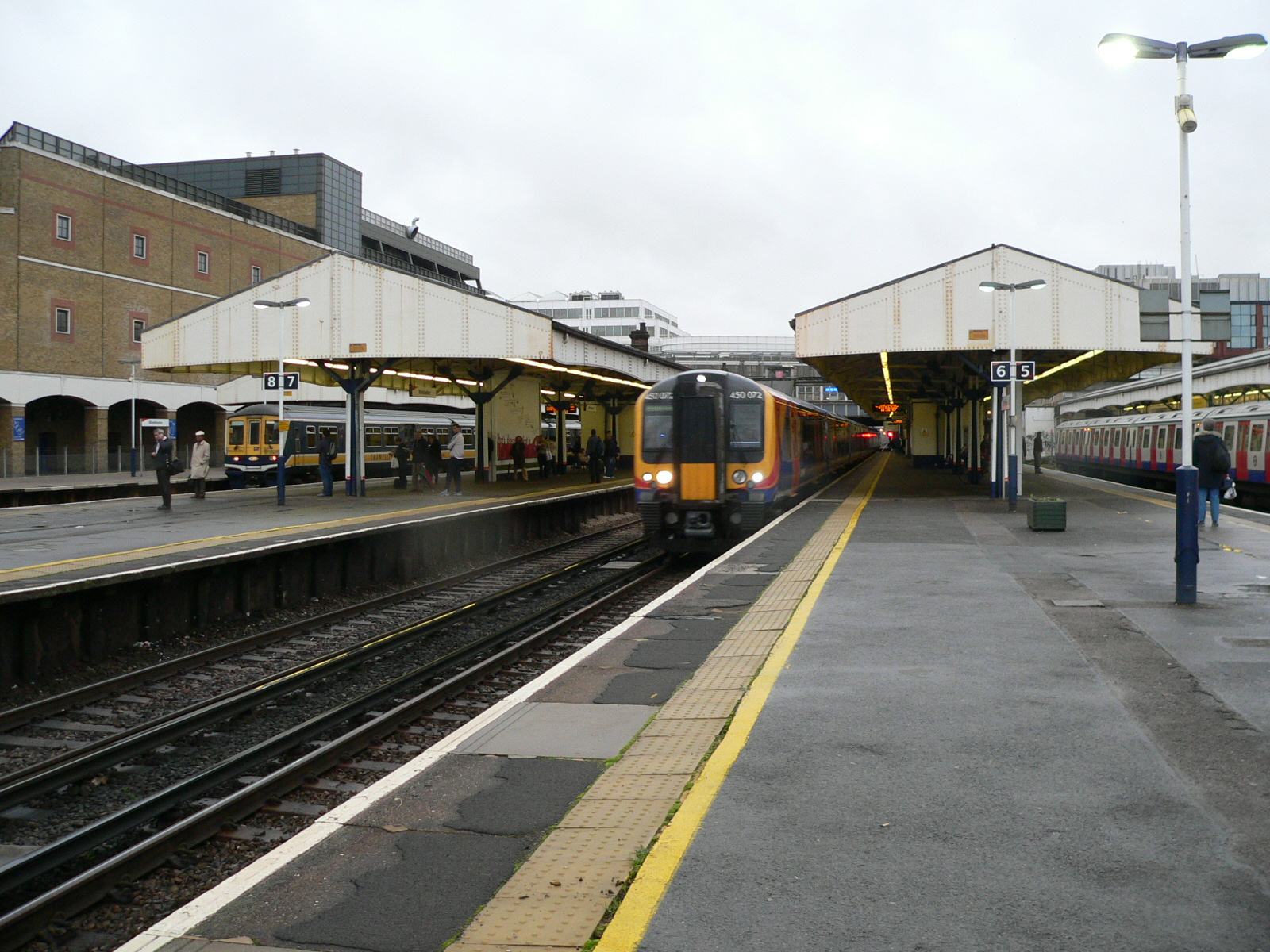
サウスウェスト・トレインズの列車が発車する6番ホーム。
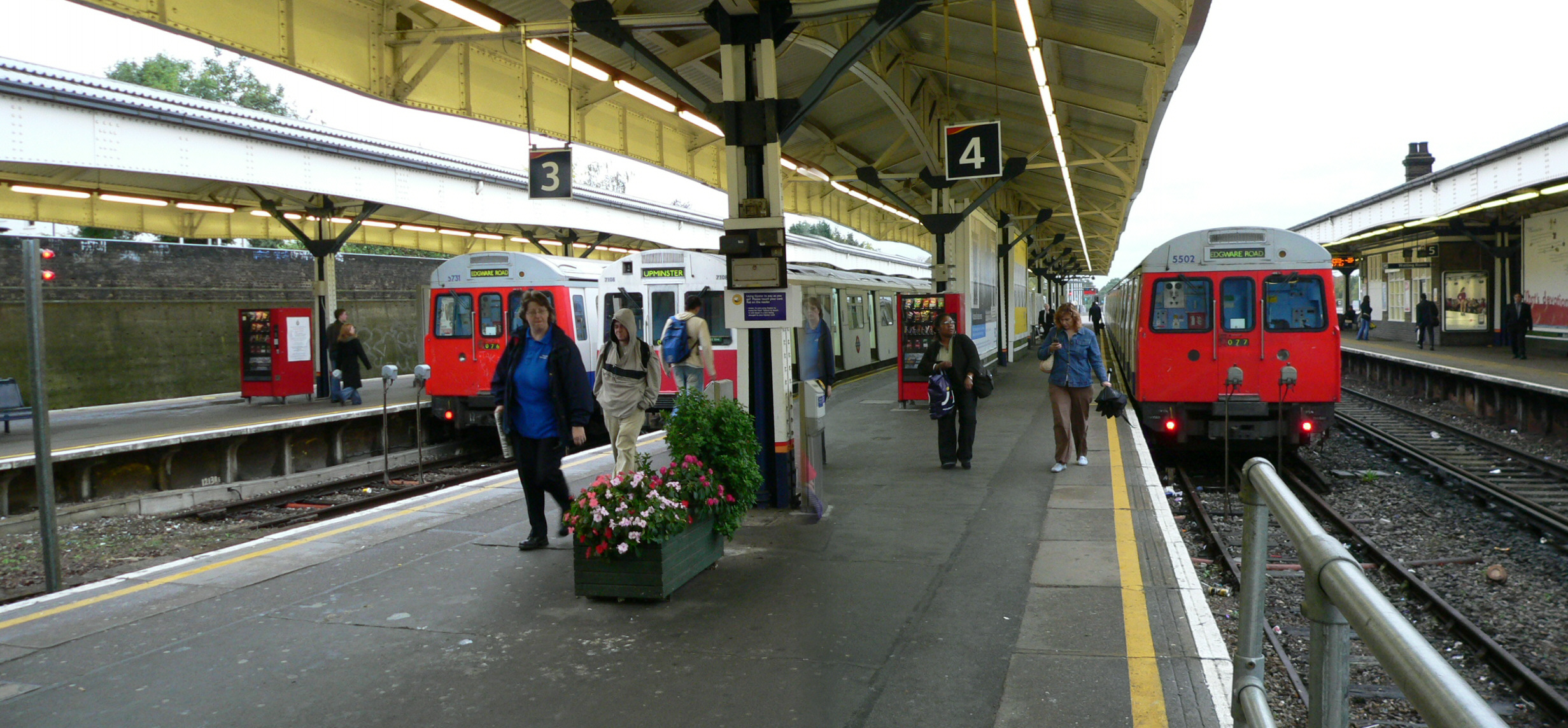
2、3、4番線のロンドン地下鉄 ディストリクト線のホームより。
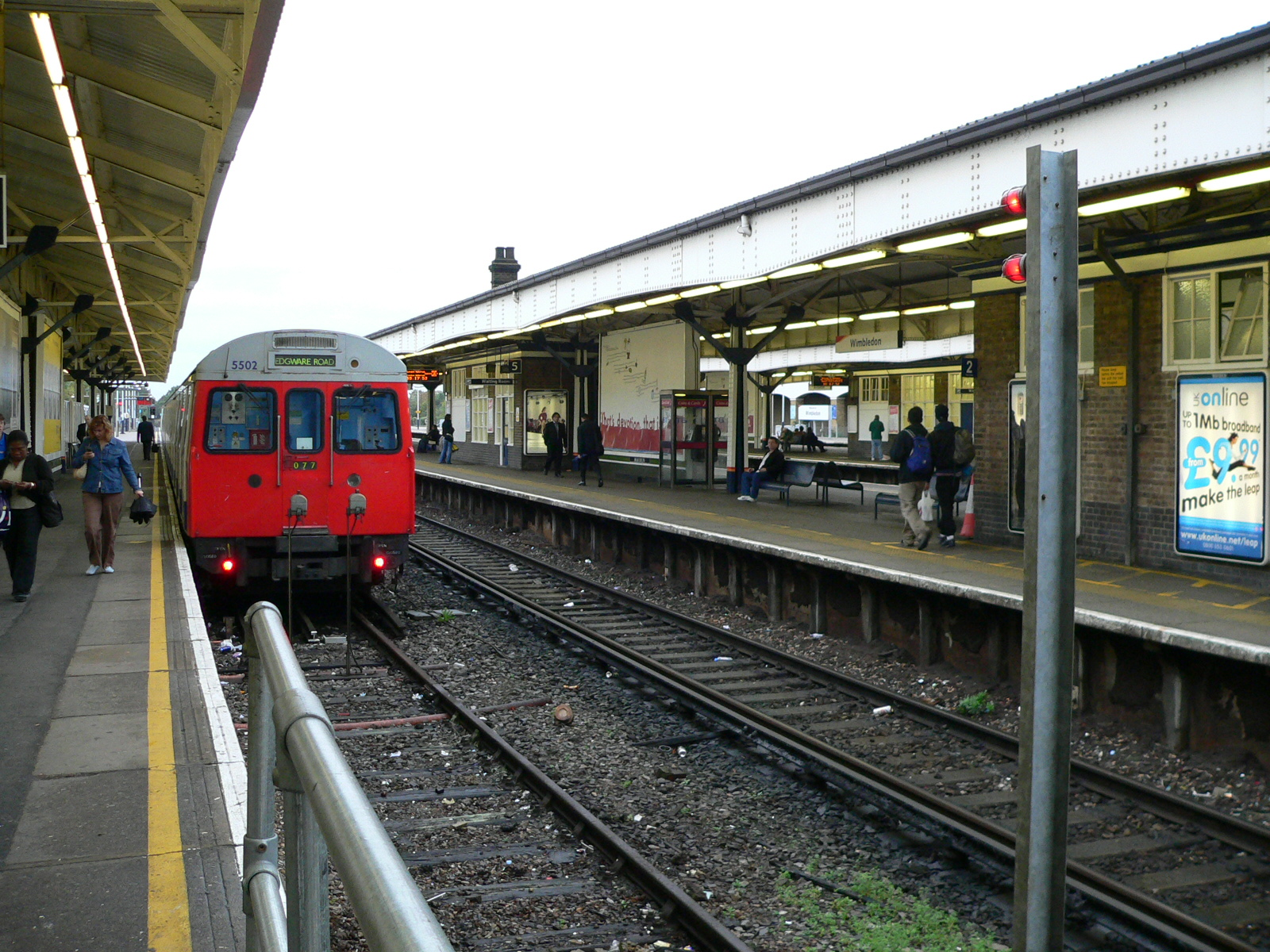
4番線のロンドン地下鉄 ディストリクト線のホームより。
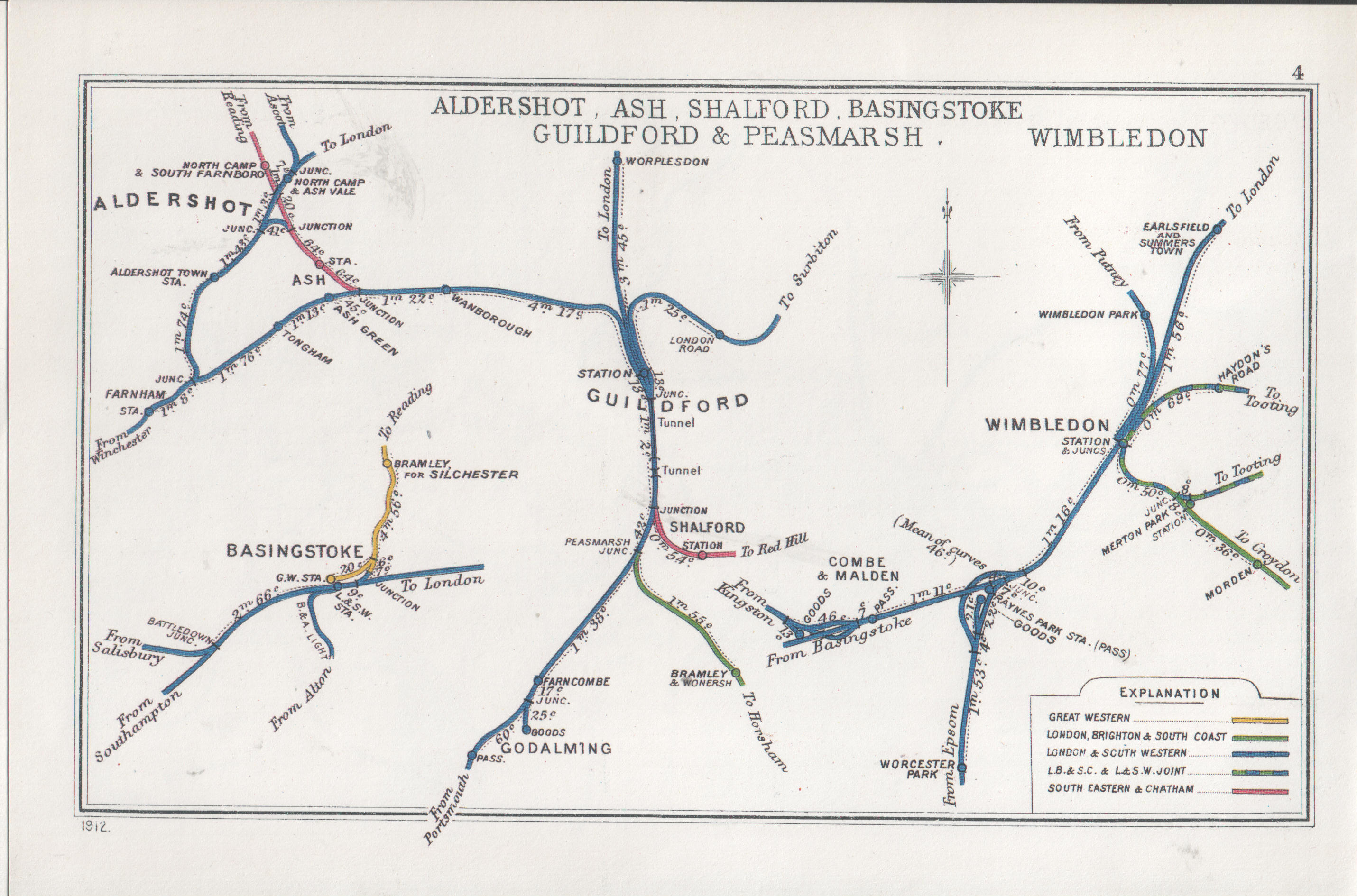
1914年当時のウィンブルドン駅周辺のレールウェイ・クリアリング・ハウス地図。